# Janaína Torres
Janaína Torres Rueda é uma chef e empresária brasileira. Ela é proprietária dos restaurantes A Casa do Porco, Bar da Dona Onça, Hot Pork, Merenda da Cidade e da Sorveteria do Centro. Foi eleita como melhor chef mulher do mundo pela lista do World's 50 Best Restaurants 2024 e venceu na categoria de mesmo nome na Latin America's 50 Best Restaurants de 2023.

## História
Rueda nasceu em um cortiço no distrito Brás, cidade de São Paulo. Em 2008, abriu o Bar da Dona Onça na frente do edifício Copan, Centro de São Paulo. Em 2023, seu restaurante A Casa do Porco foi eleito o décimo segundo melhor restaurante do mundo pela World's 50 Best Restaurants, após ter ocupado o sétimo lugar em 2022.